# 7231 Порко
7231 Порко (7231 Porco) — астероїд головного поясу, відкритий 15 жовтня 1985 року.
Тіссеранів параметр щодо Юпітера — 3,177. Названий на честь американської планетологині Керолайн Порко.